# Jens Fink-Jensen
Jens Fink-Jensen (født 19. december 1956 i København) er en dansk forfatter, lyriker, fotograf og komponist.

## Biografi

### Litterære debuter
Debuterede som skønlitterær forfatter 4. juni 1975 med novellen Juni 1995 i "Dagbladet Information" og som lyriker i maj 1976 med digtene Skæbnefuglen, Dagligdags, Eftermiddagsdigt og Etikette i tidsskriftet "Hvedekorn" nr. 76/1. Debuterede i bogform 19. oktober 1981 med digtsamlingen Verden i et øje. Prosadebuterede i bogform 5. juni 1986 med novellesamlingen Bæsterne, som børnebogsforfatter 18. marts 1994 med Jonas og konkylien og som faglitterær forfatter 30. oktober 2008 med rejsebogen Europas vestkyst – en fotorejse fra Skagen til Gibraltar.

### Opvækst
Fink-Jensen boede i sit første leveår i Vermlandsgade i København, indtil han med sine forældre, Kirsten Friis og Ole Fink-Jensen, flyttede til Hjortespring i Herlev vest for København. I 1968 flyttede familien til Store Heddinge på Stevns, hvor han gik i 6. klasse til 2. real, indtil han i 1972 kom på Herlufsholm Kostskole.
Jens Fink-Jensen blev nysproglig student fra Herlufsholm Kostskole i 1976 og aftjente derefter værnepligt i halvandet år og gennemgik befalingsmandsuddannelse i Sønderborg med efterfølgende tjeneste som sergent i Den Kongelige Livgarde. Han blev arkitekt (MAA, cand.arch.) fra Kunstakademiets Arkitektskole i København – hvor han var elev først hos professor Jørgen Bo og senere hos professor Vilhelm Wohlert, de to arkitekter bag Louisiana Museum of Modern Art i Humlebæk – i 1986 og multimediedesigner fra samme sted i 1997. I 2017 fuldførte han diplomuddannelsen i kommunikation på Danmarks Medie- og Journalisthøjskole.
Han har i perioder været studievært og programmedarbejder på Danmarks Radio P1 og P3.
Jens Fink-Jensen er bror til historikeren Morten Fink-Jensen, oldebarn af tegneren Axel Mathiesen og nevø til forfatteren Hanne Bistrup. Han er desuden bror til Ane Marcher og Rasmus Fink-Jensen.

## Firserlyrikken
Som medlem af den oprindelige kreds af firserdigtere, der samledes i gruppen omkring "Hvedekorn"-redaktøren Poul Borum, arrangerede Jens Fink-Jensen i 1980, blandt andre sammen med digterkollegaen Michael Strunge, filminstruktørerne Rumle Hammerich og Linda Wendel, journalisten Synne Rifbjerg og billedkunstneren Lillian Polack, generations-manifestationen NÅ!!80 i Huset i København .
Andre væsentlige eksponenter for firserlyrikken er – foruden Jens Fink-Jensen og Michael Strunge – Bo Green Jensen, Pia Tafdrup og Søren Ulrik Thomsen. Sidstnævnte gik han 1970-72 i klasse med på Store Heddinge Skole.

## Optræden
Jens Fink-Jensen optræder med multimedielyrikshowet "Luk op for lyrikken" med digtoplæsning, egne dias og synthesizerkompositioner på gymnasier og festivaler mv. Primært sammen med keyboardspilleren Fredrik Mellqvist og saxofonisterne Jens Severin og Mads Mathias. Jens Fink-Jensen har afholdt multimediekoncerter på Ny Carlsberg Glyptotek (musik, sang og dans), Pumpehuset i København (digte, musik og billeder) og flere gange på Roskilde Festival (musik og digte).

## Fotografi
I 1990 udsendte supermarkedskæden Irma en kunstbærepose (nr. 295) i 700.000 eksemplarer med digt og foto af Jens Fink-Jensen. Han har blandt andet lavet fotoudstillingerne Sydens Skibe, Beijing Ansigt, digt/fotoudstillingen OrdBilleder og lyd/billedshowet Øje på verden – om bøgernes råstof. Siden 2003 har Jens Fink-Jensen flere gange rejst langs Europas vestkyst fra Skagen til Gibraltar. Det har resulteret i fotorejsebogen Europas vestkyst – en fotorejse fra Skagen til Gibraltar, der udkom i 2008. Den tilhørende fotoudstilling havde premiere på Fiskeri- og Søfartsmuseet i Esbjerg 31. oktober 2008 og blev derefter vist i Fort des Dunes, Dunkerque, Frankrig, juli-september 2009. Udstillingen vistes i 2010 på Maritiem Museum, Rotterdam, Holland og på Musée portuaire, Dunkerque, Frankrig.

## Korværker
Der blev i 1995 skabt og uropført to korværker på grundlag af Jens Fink-Jensens digte; I dag kom sommeren, af komponisten Christian Risgaard, og Foran kirkegården, af komponisten Kjeld Andersen, begge fra digtsamlingen Nær afstanden. I 2009 komponerede og uropførte komponisten Fredrik Mellqvist to korværker af Jens Fink-Jensens digte Fragment og Se mig, måne, begge fra digtsamlingen Forvandlingshavet.

## Teater
Jens Fink-Jensen var medforfatter til to teaterforestillinger baseret på hans digte: "Improvisationer over lyrik" i 1992 og "Fantasien er virkelig" i 1993, som begge blev opført på Teatret Møllen i Haderslev.

## Malerier og digte
I 2012 påbegyndte den polske billedkunstner Kasia Banas en serie malerier inspireret af Jens Fink-Jensens digte. Enkelte af værkerne vistes første gang 4. maj til 2. juni i Olga Santos Gallery i Porto, Portugal. 10. maj åbnede projektets hovedudstilling i Galeria Miejska i Banas´ hjemby, Wrocław, bestående af hendes malerier samt digtene på dansk og i polsk oversættelse. Senere i 2012 vistes udstillingen på Det Danske Kulturinstitut i Warszawa.

### Bøger af Jens Fink-Jensen på dansk
- Verden i et øje, digte, 1981
- Sorgrejser, digte, 1982
- Dans under galgen, digte, 1983
- Bæsterne, noveller, 1986 (Genudgivet 2019 som e-bog på Gyldendal)[10]
- Nær afstanden, digte, 1988
- Jonas og konkylien, børnebilledbog, 1994 (illustreret af Mads Stage)
- Forvandlingshavet, digte, 1995
- Jonas og himmelteltet, børnebilledbog, 1998 (illustreret af Mads Stage)
- Alt er en åbning, digte, 2002
- Syd for mit hjerte. 100 udvalgte kærlighedsdigte, digte, 2005
- Europas vestkyst – en fotorejse fra Skagen til Gibraltar, rejsebog, 2008
- Jonas og engletræet, børnebilledbog, 2010 (illustreret af Mads Stage)

### Bøger af Jens Fink-Jensen i oversættelse
- قرب المسافة ، قصائد , digtsamlingen Nær afstanden, oversat til arabisk af Jamal Jumá, forlaget Alwah, Madrid, Spanien 1999
- The West Coast of Europe – a photographic journey from Skagen to Gibraltar, oversat til engelsk af Dale Pyatt, Rosenkilde, København 2008
- Anatomia melancholii, digtudvalg på polsk, redigeret af Jósef Jarosz, oversat af Jósef Jarosz, Kasia Banas m.fl., Wrocław, Polen 2012
- Fale miłości, fale samotności, digtudvalg med 28 digte på polsk, redigeret af Jósef Jarosz, oversat af Jósef Jarosz, Kasia Banas m.fl., Wrocław, Polen 2016[11]
- A Sea of Expectations, 65 udvalgte digte på engelsk, oversat primært af Anne-Mette Damon, forlaget Cyberwit, Indien 2022[12]

### Øvrige oversættelser

#### Arabisk
Enkelte digte oversat til arabisk af Jamal Jumá udkom i dagbladet "Al-Quds Al-Arabi" (London, 1996) og tidsskriftet "Nizwa" (Sultanatet Oman, 1999).

#### Persisk
Den iranskfødte forfatter og oversætter Farzaneh Dorri har i 2022 oversat digte af Jens Fink-Jensen til persisk.

#### Spansk
Den chilenske lyriker Omar Pérez Santiago oversatte i 2009 digte af Jens Fink-Jensen til spansk.

#### Svensk
Den svenske lyriker Bengt Berg har til tidsskriftet "Rallarros" (Sverige) oversat digte af Jens Fink-Jensen til svensk.

## Legater
- Statens Kunstfond, arbejdslegat 1982
- San Cataldo-ophold, arbejdslegat 1987
- Arne Meyers Rejselegat (San Cataldo) 1987
- Søstrene Hanna og Sophie Hansens Legat 1987
- Statens Kunstfond, 1988
- Statens Musikråd, 1988
- Kaptajn H. C. Lundgreens Legat 1989
- Frøken Astrid Goldschmidts Legat 1989
- KODA, legat 1990
- Københavns Kulturfond 1990
- J.P. Lund og hustrus Legat 1991
- Kulturministeriets udvalg for den illustrerede danske bog 1993
- Kaptajn H. C. Lundgreens Legat 1994
- Forfatterforeningens Autorkonto. Rejselegat 1995
- Statens Litteraturråd. Arbejdslegat 1997
- Statens Litteraturråd. Arbejdslegat (børnelitteratur) 1998
- Forfatterforeningens Autorkonto. Rejselegat 1998
- Margot og Thorvald Dreyers Fond. Rejselegat 1998
- Statens Litteraturråd. Arbejdslegat (prosa) 1998
- Kunstrådet. Huskunstnerordningen (Luk op for lyrikken) 2007, 2008 og 2009
- Forfatterforeningens Autorkonto. Arbejdslegat 2016